# Aechmea mertensii
Aechmea mertensii är en gräsväxtart som först beskrevs av Georg Friedrich Wilhelm Meyer, och fick sitt nu gällande namn av Schult. och Julius Hermann Schultes. Aechmea mertensii ingår i släktet Aechmea och familjen Bromeliaceae. Inga underarter finns listade i Catalogue of Life.

## Bildgalleri

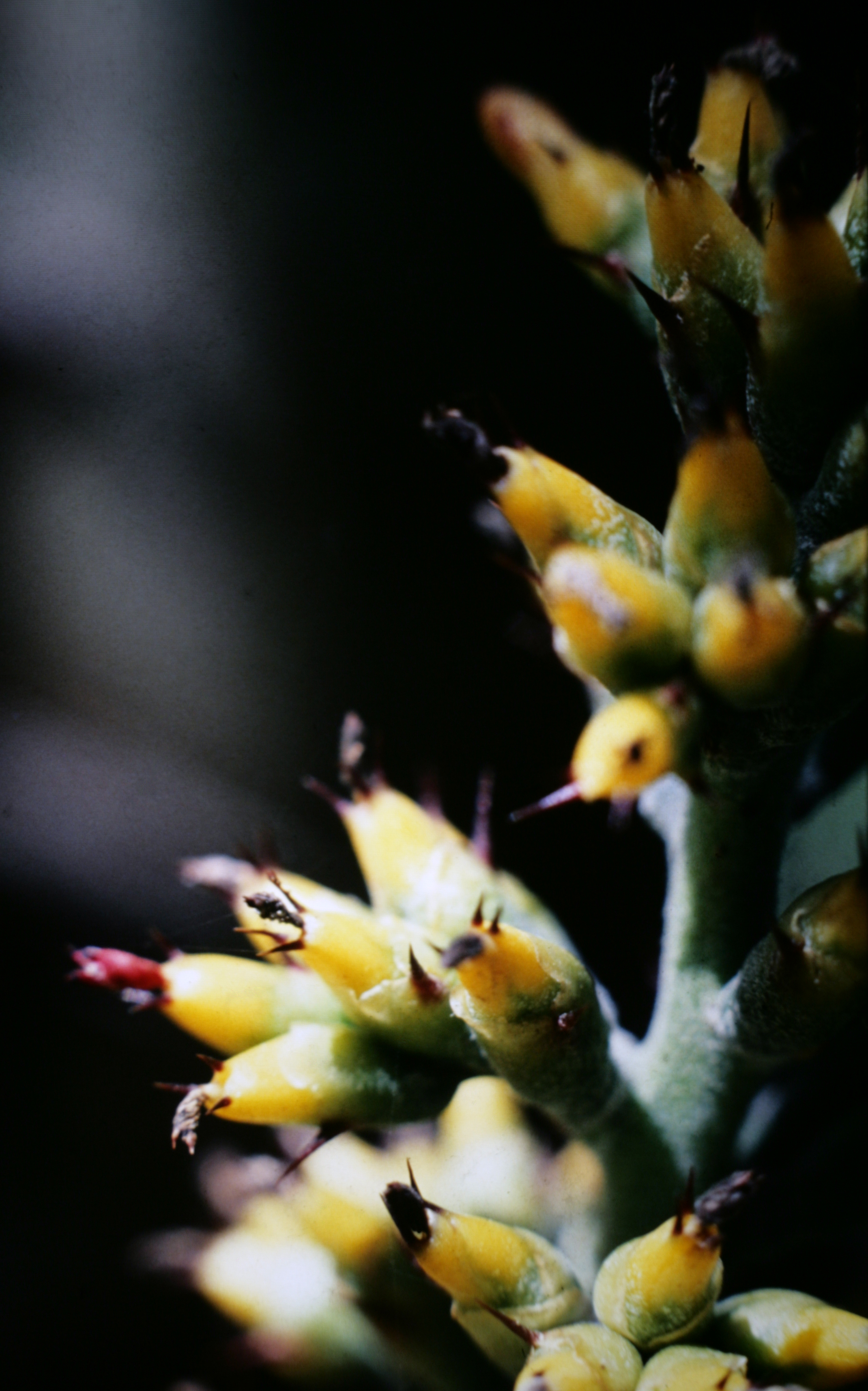
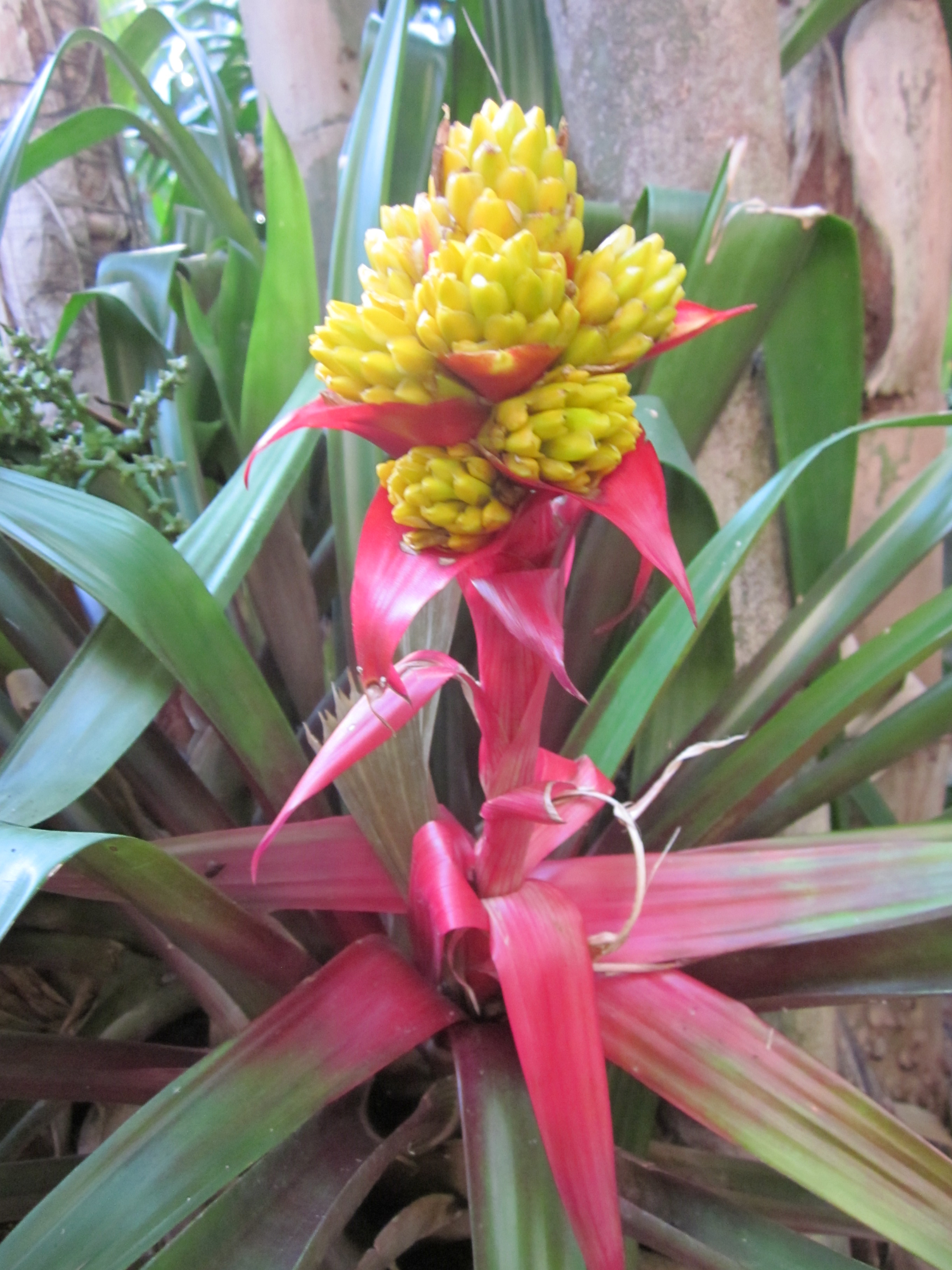
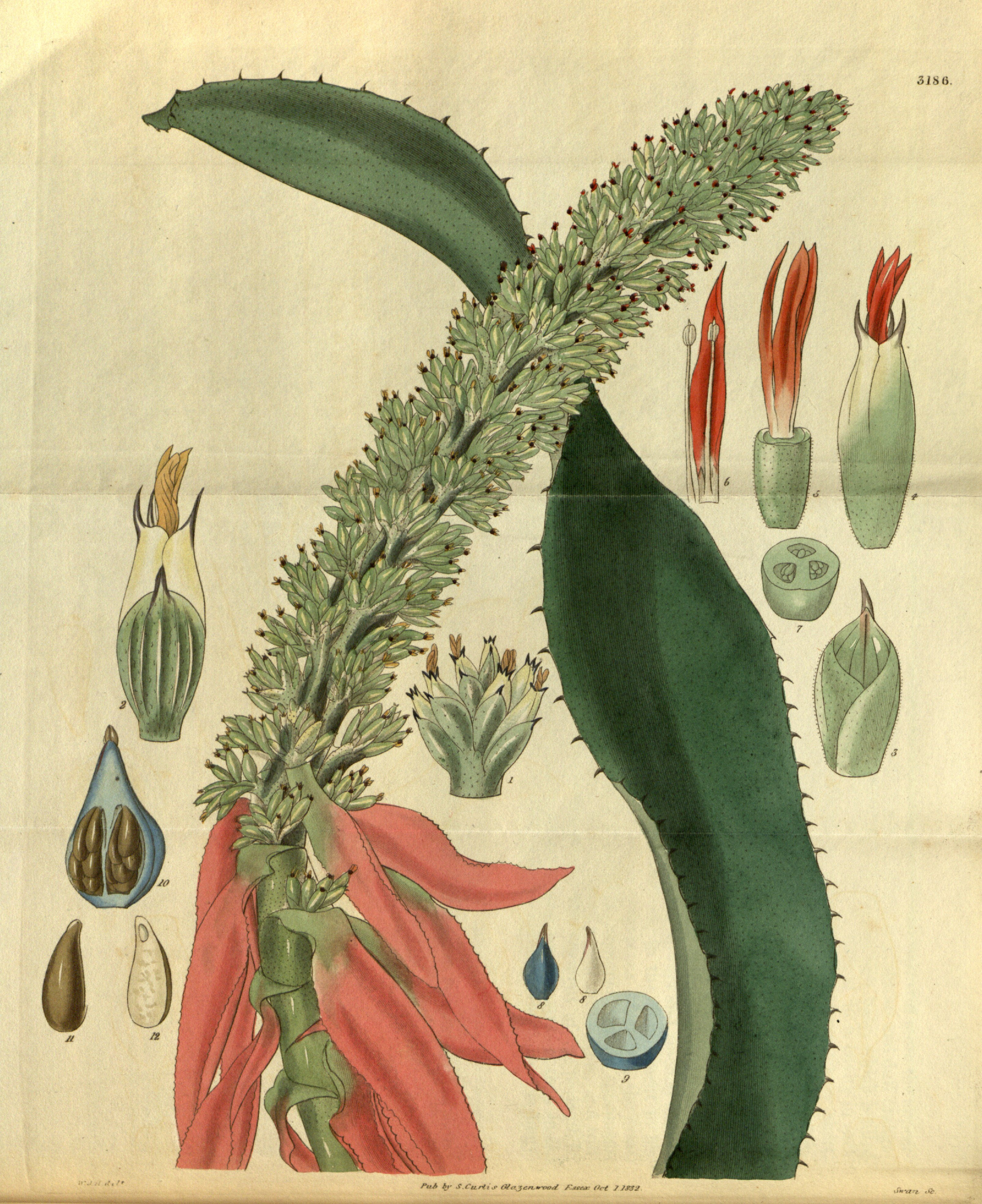
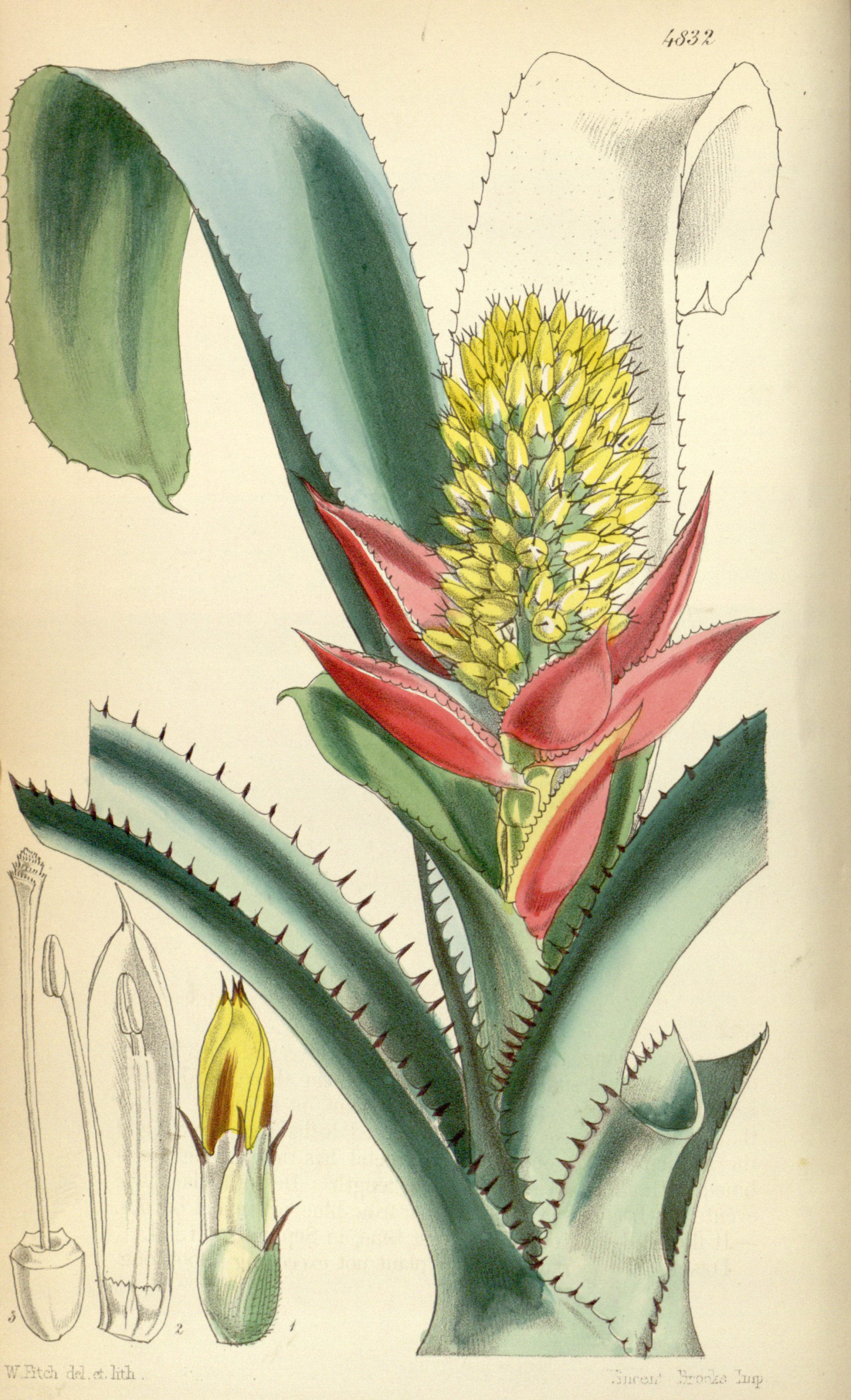
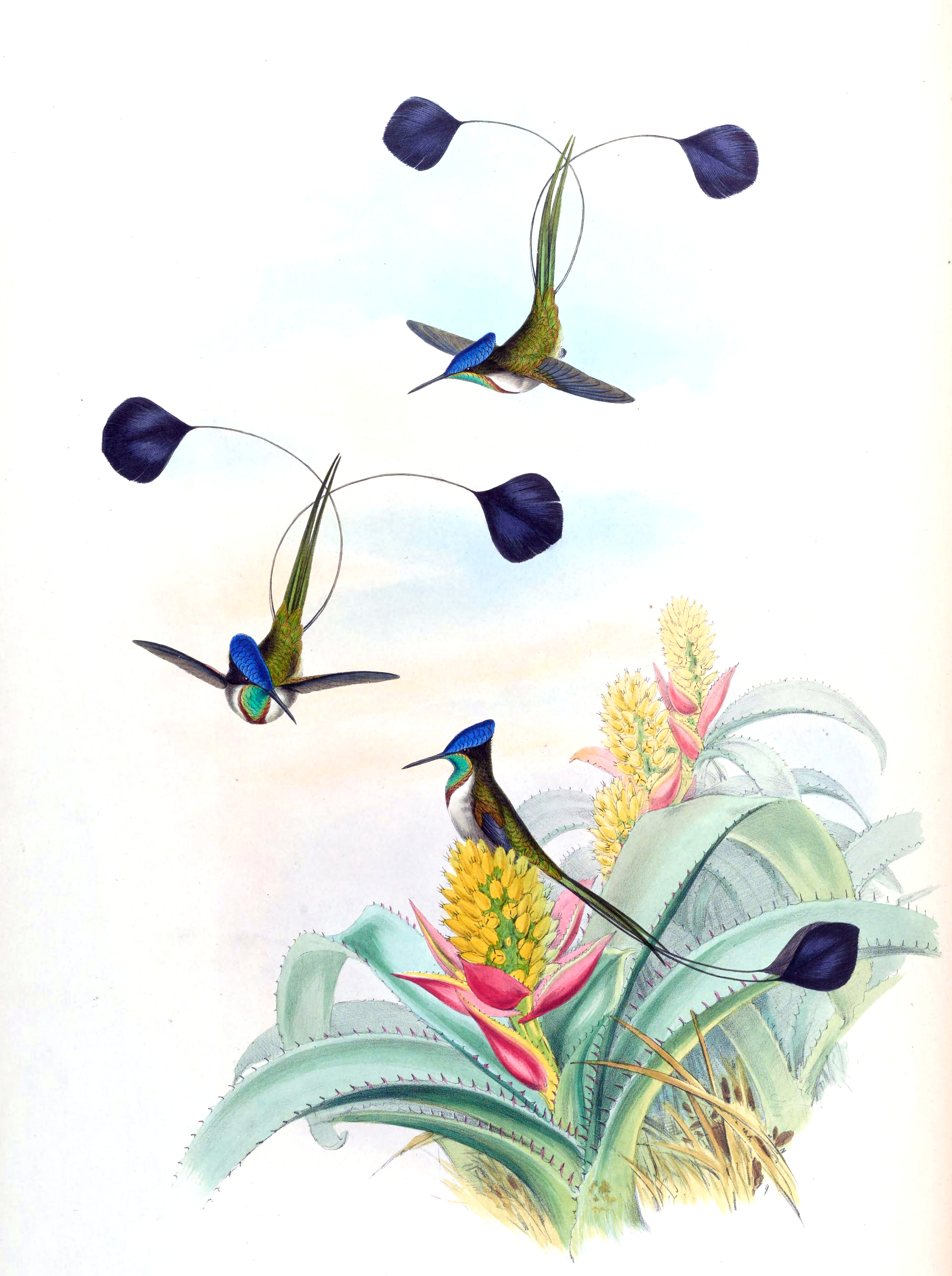
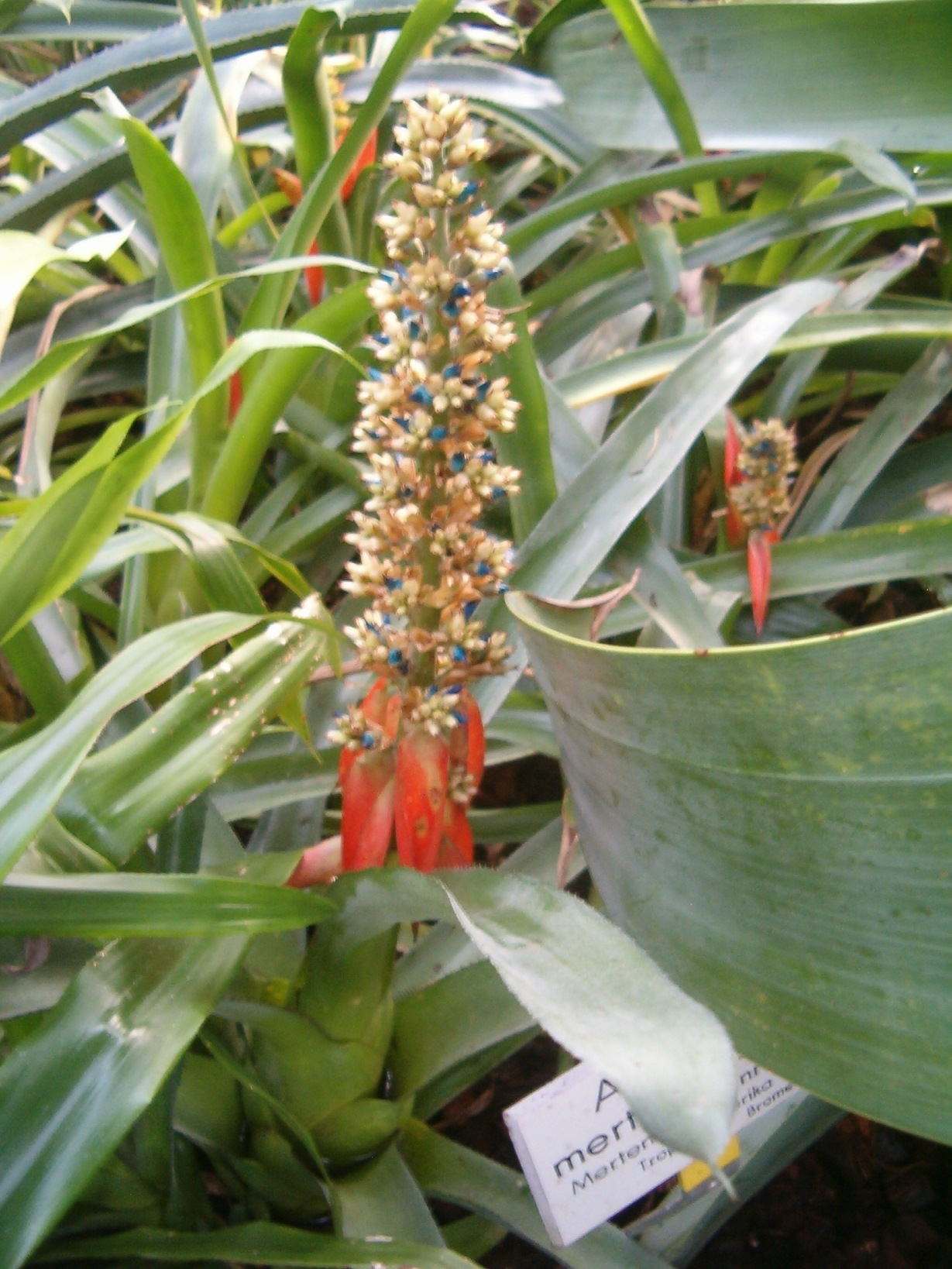